# San Martín de Elines
San Martín de Elines är en ort i Spanien.   Den ligger i provinsen Provincia de Cantabria och regionen Kantabrien, i den norra delen av landet, 270 km norr om huvudstaden Madrid. San Martín de Elines ligger 724 meter över havet och antalet invånare är 1 258.
Terrängen runt San Martín de Elines är huvudsakligen kuperad, men söderut är den platt. San Martín de Elines ligger nere i en dal. Runt San Martín de Elines är det mycket glesbefolkat, med 2 invånare per kvadratkilometer. San Martín de Elines är det största samhället i trakten. Trakten runt San Martín de Elines består i huvudsak av gräsmarker.